# Luzía Dueso
Nieus Luzía Dueso Lascorz (Plan, 1930 - Barbastro, 4 de março de 2010) foi uma escritora espanhola, que desenvolveu sua produção literária em língua aragonesa. Foi membro do Consello d'a Fabla Aragonesa.

## Obras
- Al canto'l Zinqueta. Uesca : Publicazions d'o Consello d'a Fabla Aragonesa, 1980. ISBN 84-300-2461-1.
- Leyendas de l'Alto Aragón. Uesca : Publicazions d'o Consello d'a Fabla Aragonesa, 1985. ISBN 84-86036-10-1. (2a edición ixamplada publicada en 2003. ISBN 84-95997-09-6).
- La Fuen de la Siñora. Uesca : Publicazions d'o Consello d'a Fabla Aragonesa, 2002. ISBN 84-95997-01-0.
- Dios me'n guarde. Uesca : Publicazions d'o Consello d'a Fabla Aragonesa, 2007. ISBN 978-84-95997-26-5.
- Santamaría. Cuento chistabino. Uesca : Instituto de Estudios Altoaragoneses, 2007. ISBN 978-84-8127-180-5.
- Purnetas de luz (obras esterlas). Uesca : Publicazions d'o Consello d'a Fabla Aragonesa, 2020. ISBN 978-84-95997-65-4